# Personer i Sverige födda i Belgien
Till personer i Sverige födda i Belgien räknas personer som är folkbokförda i Sverige och som har sitt ursprung i Belgien. Enligt Statistiska centralbyrån fanns det 2017 i Sverige sammanlagt cirka 2 800 personer födda i Belgien.

## Historisk utveckling

### Födda i Belgien
| Personer i Sverige födda i Belgien 1900–2024 | Personer i Sverige födda i Belgien 1900–2024 | Personer i Sverige födda i Belgien 1900–2024 | Personer i Sverige födda i Belgien 1900–2024 | Personer i Sverige födda i Belgien 1900–2024 |
| --- | -------------------------------------------- | -------------------------------------------- | -------------------------------------------- | -------------------------------------------- |
| |                                              |                                              |                                              |                                              |
| År |                                              |                                              | Folkmängd                                    |                                              |
| 1900 | 1900                                         |                                              | 53                                           |                                              |
| 1930 | 1930                                         |                                              | 140                                          |                                              |
| 1950 | 1950                                         |                                              | 363                                          |                                              |
| 1960 | 1960                                         |                                              | 511                                          |                                              |
| 1970 | 1970                                         |                                              | 641                                          |                                              |
| 1980 | 1980                                         |                                              | 735                                          |                                              |
| 1990 | 1990                                         |                                              | 888                                          |                                              |
| 2000 | 2000                                         |                                              | 1 201                                        |                                              |
| 2001 | 2001                                         |                                              | 1 309                                        |                                              |
| 2002 | 2002                                         |                                              | 1 343                                        |                                              |
| 2003 | 2003                                         |                                              | 1 356                                        |                                              |
| 2004 | 2004                                         |                                              | 1 399                                        |                                              |
| 2005 | 2005                                         |                                              | 1 458                                        |                                              |
| 2006 | 2006                                         |                                              | 1 545                                        |                                              |
| 2007 | 2007                                         |                                              | 1 650                                        |                                              |
| 2008 | 2008                                         |                                              | 1 755                                        |                                              |
| 2009 | 2009                                         |                                              | 1 850                                        |                                              |
| 2010 | 2010                                         |                                              | 1 904                                        |                                              |
| 2011 | 2011                                         |                                              | 2 029                                        |                                              |
| 2012 | 2012                                         |                                              | 2 138                                        |                                              |
| 2013 | 2013                                         |                                              | 2 245                                        |                                              |
| 2014 | 2014                                         |                                              | 2 369                                        |                                              |
| 2015 | 2015                                         |                                              | 2 490                                        |                                              |
| 2016 | 2016                                         |                                              | 2 653                                        |                                              |
| 2017 | 2017                                         |                                              | 2 837                                        |                                              |
| 2018 | 2018                                         |                                              | 2 997                                        |                                              |
| 2019 | 2019                                         |                                              | 3 150                                        |                                              |
| 2020 | 2020                                         |                                              | 3 256                                        |                                              |
| 2021 | 2021                                         |                                              | 3 462                                        |                                              |
| 2022 | 2022                                         |                                              | 3 754                                        |                                              |
| 2023 | 2023                                         |                                              | 3 982                                        |                                              |
| 2024 | 2024                                         |                                              | 4 097                                        |                                              |
| Anm.: Befolkning den 31 december respektive år förutom åren 1960 och 1970 som avser förhållandet den 1 november och år 1980 som avser förhållandet den 15 september. |                                              |                                              |                                              |                                              |